# Paulien Vervoorn
Paulien Vervoorn (Woerden, 1978) is een Nederlandse schrijfster, spreektrainer en theoloog.

## Levensloop
Vervoorn groeide op in het milieu van de Gereformeerde Gemeenten. Ze volgde de Pabo aan de Driestar Hogeschool, waar ze in 1999 afstudeerde. Van 2003 tot 2009 studeerde ze Godsdienst-Pastoraal Werk aan de Evangelische Theologische Faculteit.
Ze gaf van 2000 tot 2006 les op een basisschool. Later doceerde ze aan Bijbelschool De Wittenberg en de Evangelische Hogeschool, en was redacteur bij het blad Bodem. Sinds 2012 geeft ze spreektrainingen vanuit haar eigen bedrijf Geloofwaardig spreken. Daarnaast publiceerde ze sinds 2011 meerdere boeken. Zelf gaat Vervoorn regelmatig voor in kerkdiensten.
Vervoorn was lid van een evangelische CAMA-gemeente, sinds 2022 is ze lid van een NGK-gemeente.